# Оберкесбах
Оберкесбах (нем. Oberkäsbach) — небольшой сельский населённый пункт хуторского типа в коммуне Оденталь (Северный Рейн-Вестфалия, Германия).

## География

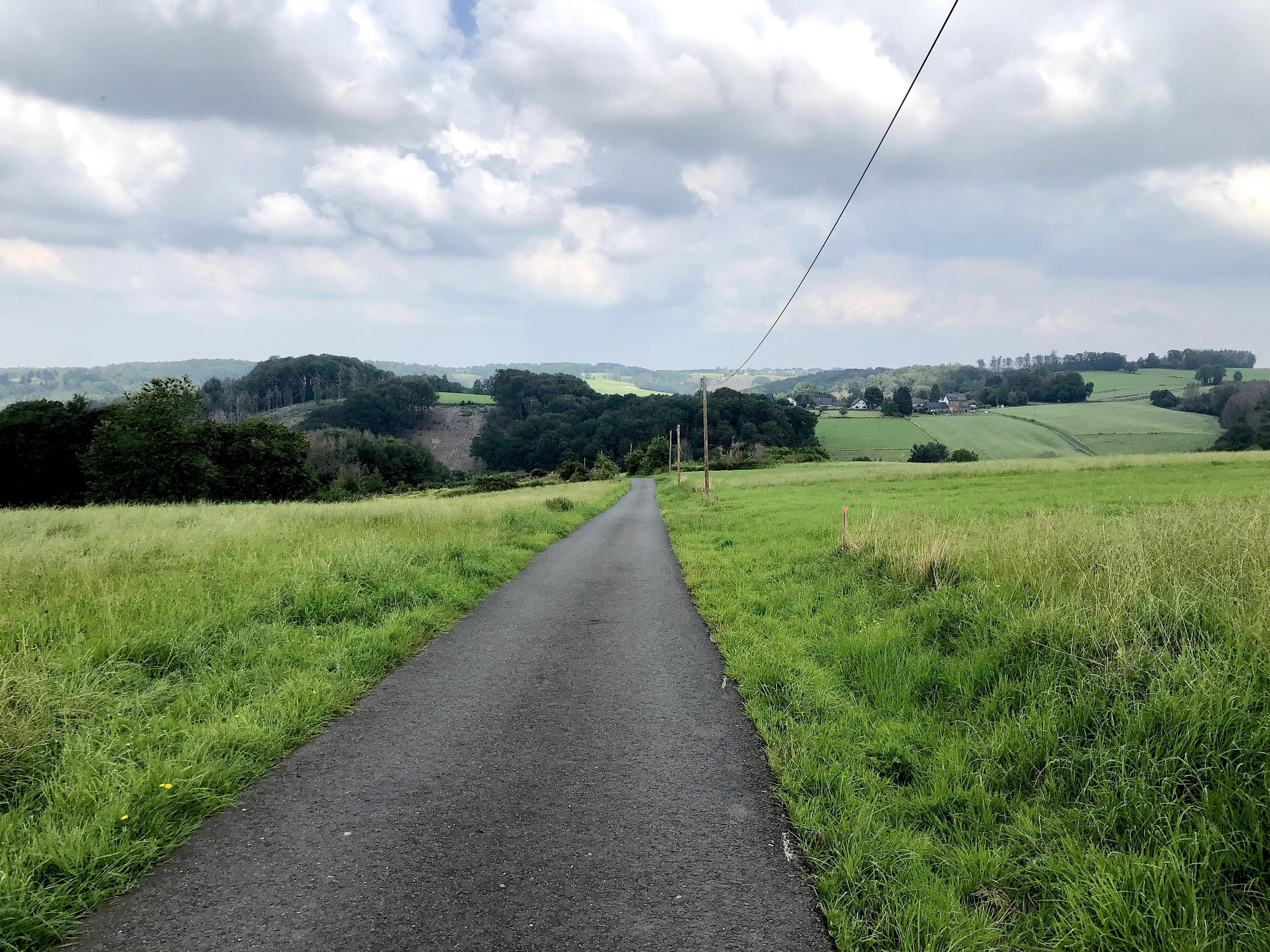
Долина Кесбаха с дорогой к Оберкесбаху

### Положение и связи
Поселение Оберкесбах расположено на юго-востоке коммуны Оденталь. Имеет ограниченную связь с другими населёнными пунктами. Единственная узкая асфальтовая дорога (Оберкесбах Вег), протяжённостью около одного километра, проложена к поселению Альтехуфе (также относящемуся к коммуне Оденталь) и расположенному на автодороге государственного значения B 506, соединяющей города Бергиш-Гладбах и Випперфюрт. Для связи с центром коммуны используется автодорога районного значения К 35 и земельного значения L 296.

### Природа
Поселение Оберкесбах находится в долине водотока Кесбах (Käsbach) и его небольшого верхнего притока Хуфер Зифен (Hufer Siefen), прорезающих своими глубокими долинами отложения среднего девона (глинистые сланцы, песчаники и алевролиты. Крутые склоны частично распаханы, частично используются под выпасы скота, а большей частью покрыты смешанным лесом с небольшими рощами бука.

### Этимология
Название Кесбах (Käsbach) происходит от слова keis, что означает «изгиб».

## История
В книге братства Оденталь 1513 года упоминается Иоганн Вебер (Johann Weber) с госпожей Мерге (Merge) из Кисбаха (Kiesbach). В 1603 году усадьба "Гут цу Кессберг" (Gut zu Keeßberg) внесена в список оплаты десятины как часть привилений Шерфа (Scherf). Карл Фридрих фон Вибекинг (Carl Friedrich von Wiebeking) в своей хартии герцогства Берг в 1789 году называет двор Оберкесбахом. Это показывает, что Оберкасбах в то время был частью Обероденталя и под властью феодального поместья Оденталь (Herrschaft Odenthal).
При французской администрации между 1806 и 1813 годами эта система управления и господства была расформирована и Оберкесбах по политическим причинам был отнесен к мэрии Оденталя в кантоне Бенсберг. В 1816 году прусское правительство превратили мэрию Оденталя в городскую ()Bürgermeisterei Odenthal) района Мюльхайм-на-Рейне (Kreis Mülheim am Rhein). В 1840-х годах Кесбехер Хоф (Käsbacher Hof) и соседний Ленгсберг с 242 акрами (моргами) земли принадлежал барону фон Гайру-Швеппенбургу.
Это поселение заснято при топографической съемке Рейнской области (Topographische Aufnahme der Rheinlande) 1824 года и в первой прусской съемке (Preußische Uraufnahme) 1840 года как Обер Кесбах. С момента поступления в Пруссию в 1892 году оно регулярно записывается на листах топокарт (Preußische Neuaufnahme) как Оберкесбах или даже без названия.
С 1910 года местные приходские церковные службы и требы были отнесены к компетенции католического ректората Херренштрунден, ставшего независимым приходом в 1918 году.

## Население
В XIX-начале XX века количество жителей поселения развивалось следующим образом:
| Год  | кол-во жителей | Жилые здания | Категория               | Комментарий              |
| ---- | -------------- | ------------ | ----------------------- | ------------------------ |
| 1822 | 18             |              | Земледельческая усадьба | называется "Обер-Кербах" |
| 1830 | 21             |              | Земледельческая усадьба | называется "Обер-Кербах" |
| 1845 | 25             | 4            | Земледельческая усадьба | называется "Обер-Кесбах" |
| 1871 | 49             | 5            | Сельское поселение      |                          |
| 1885 | 36             | 10           | сельский посёлок        | называется "Обер Кесбах" |
| 1895 | 34             | 8            | сельский посёлок        | называется "Обер Кесбах" |
| 1905 | 32             | 8            | Сельский посёлок        |                          |

В настоящее время поселение состоит из 6 жилых зданий с подсобными хозяйствами. Открытых данных о количество жителей нет.

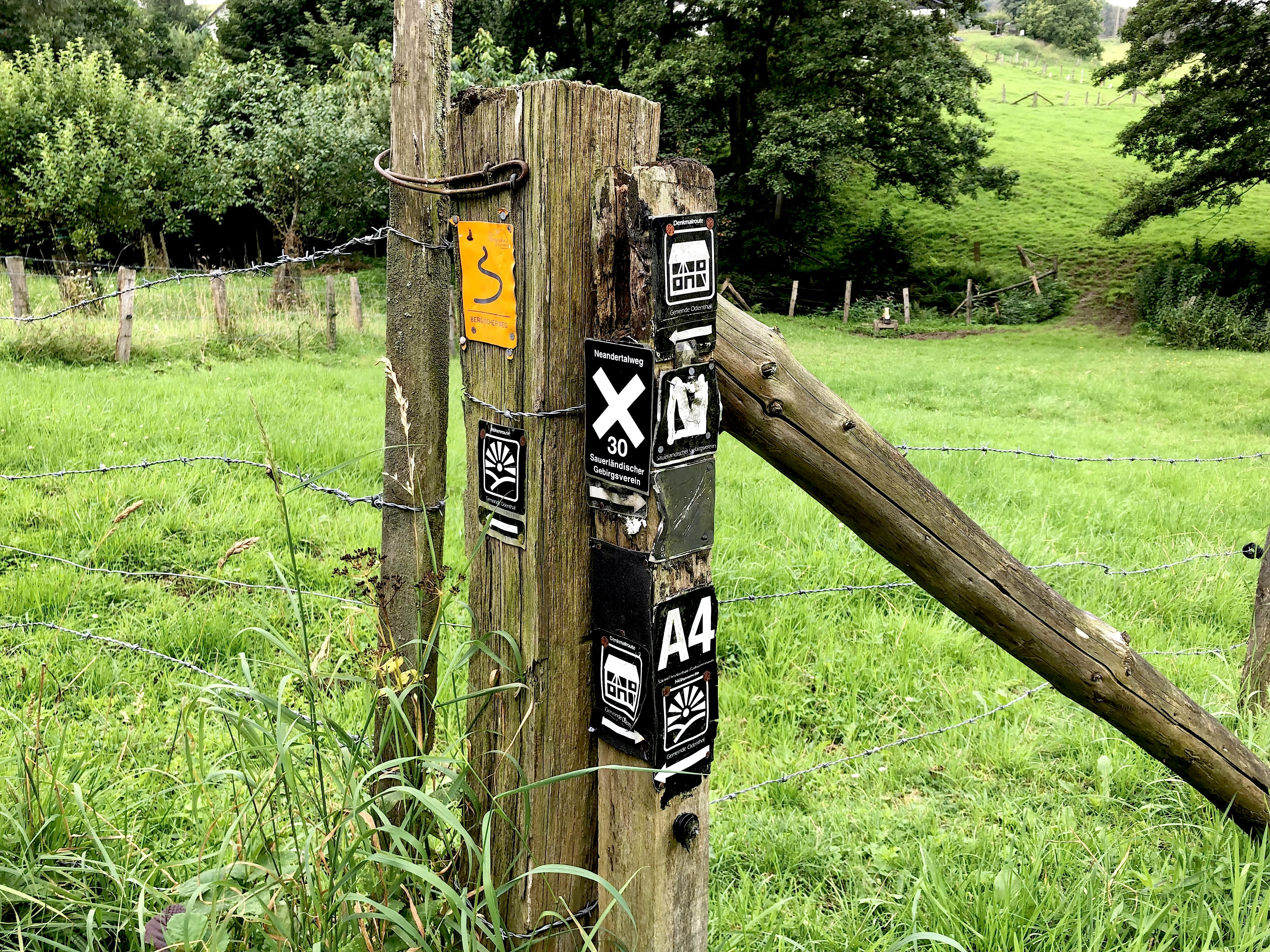
Туристские маршруты Оберкесбаха

## Экономика
Население занято в сельском хозяйстве, лесном хозяйстве, рыболовстве или трудоустроено в других населённых пунктах.

## Туризм
В Оберкесбахе пересекаются многие маркированные туристские маршрута. Среди них особо выделяются:
- Бергишский путь (Bergischer Weg). Многодневный туристский маршрут протяжённостью 137 км из Эссена в Кёнигсвинтер.
- Вsсокогорный маршрут (Höhenroute). Кольцевой горный маршрут коммуны Оденталь протяжённостью 25 км.
- Памятниками истории, культуры и архитектуры Оденталя (Denkmalroute Odenthal). Протяжённость примерно 25 км.

## Галерея

Виды Оберкесбаха
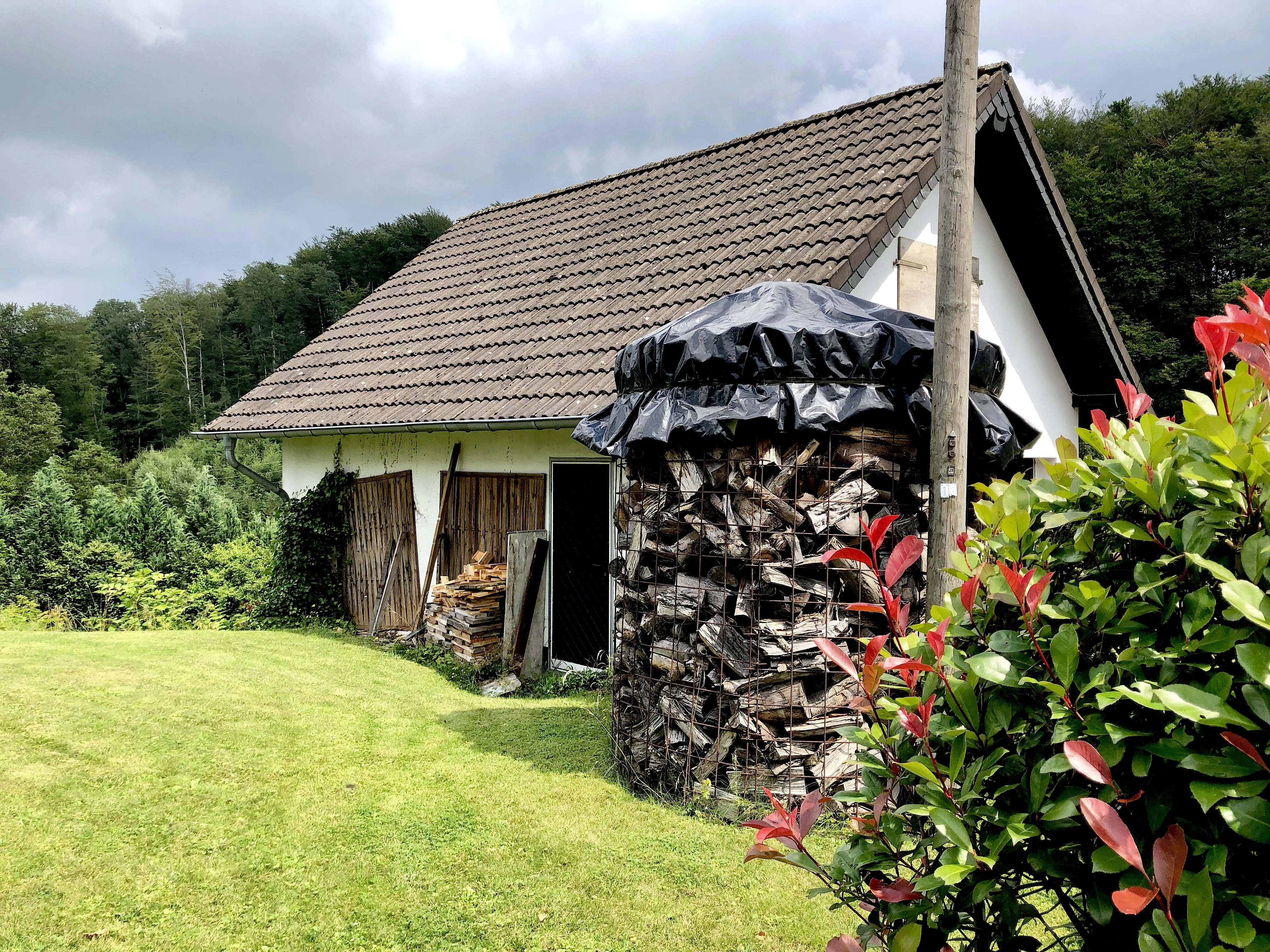
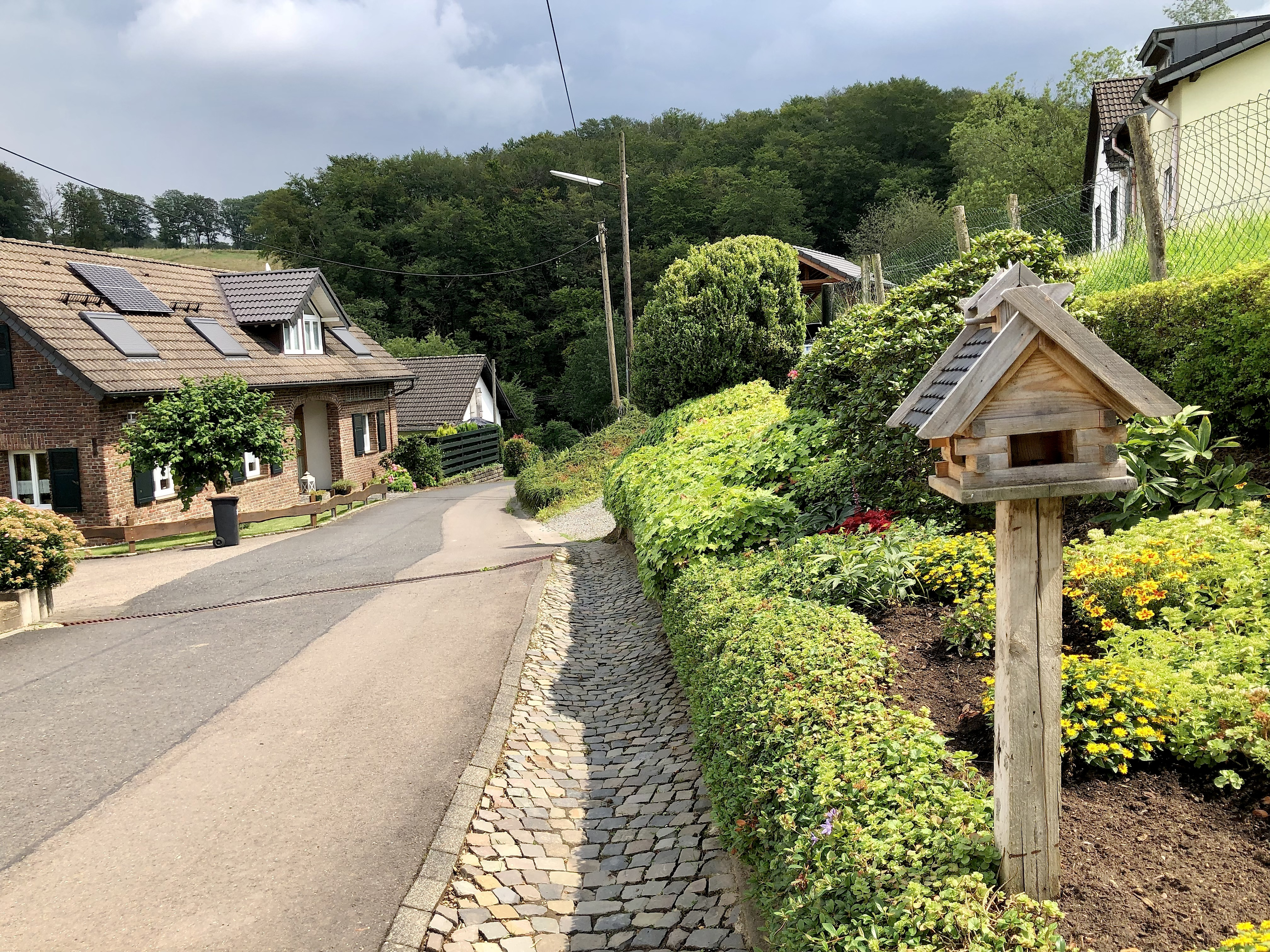
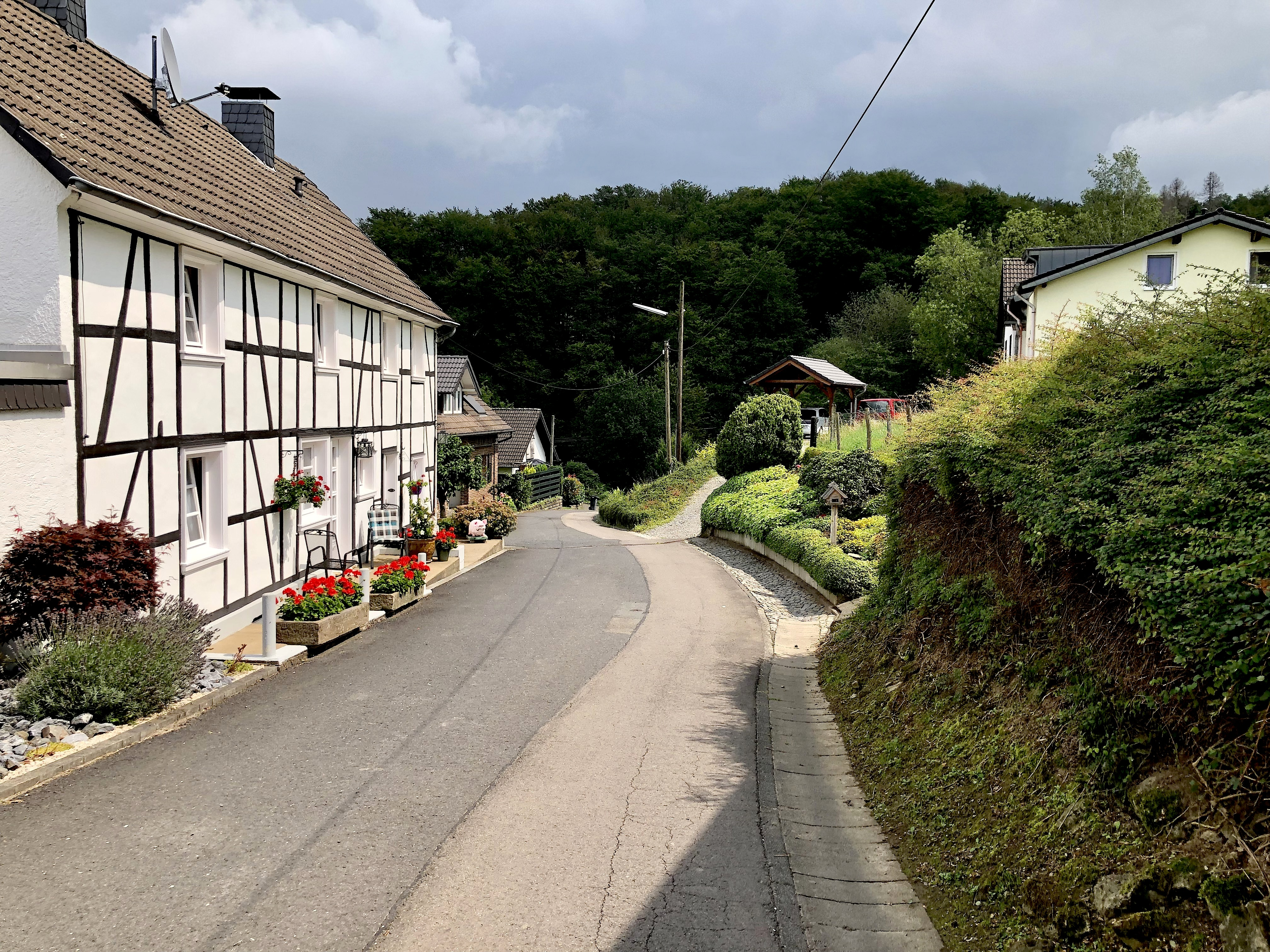
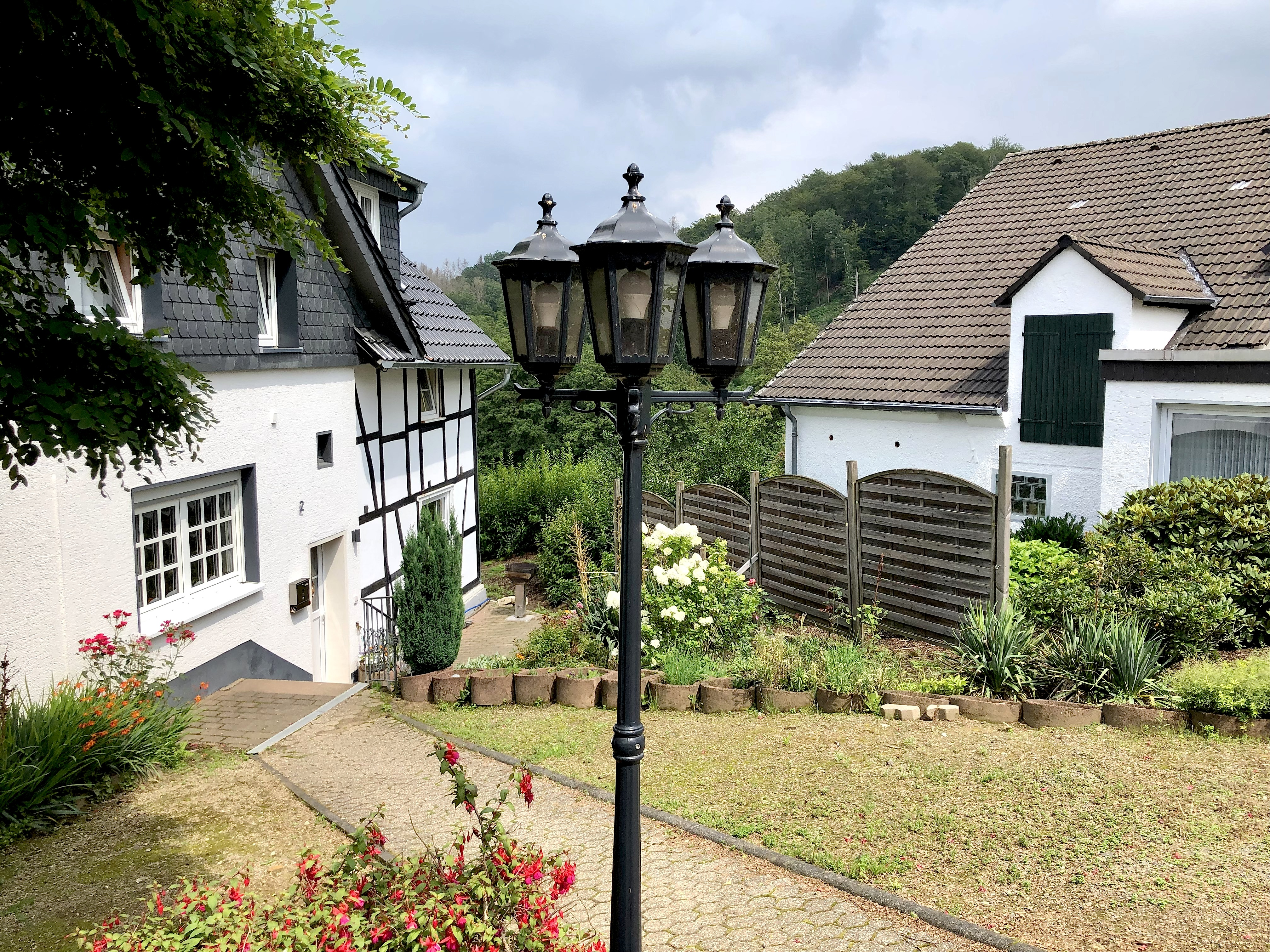
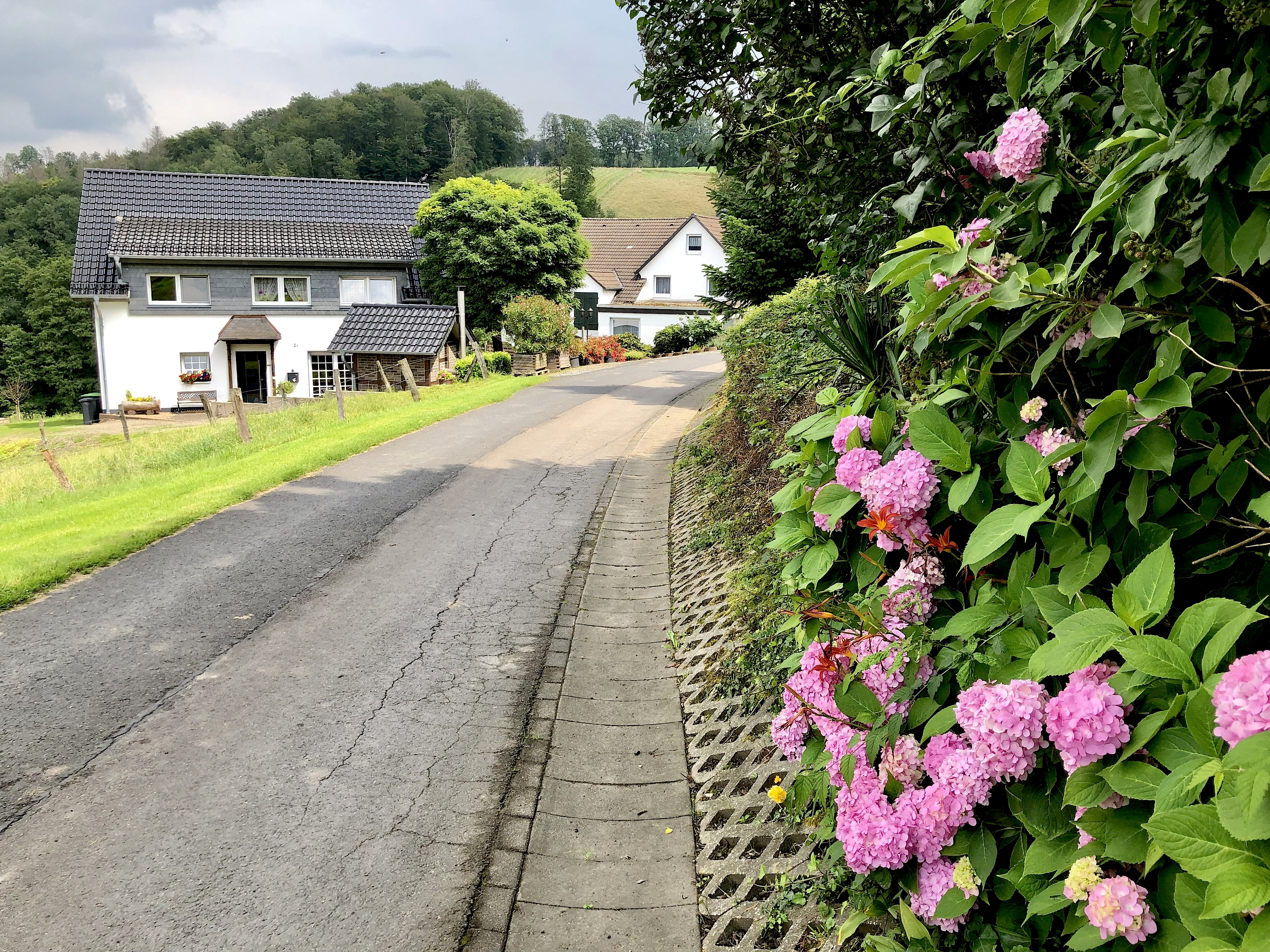
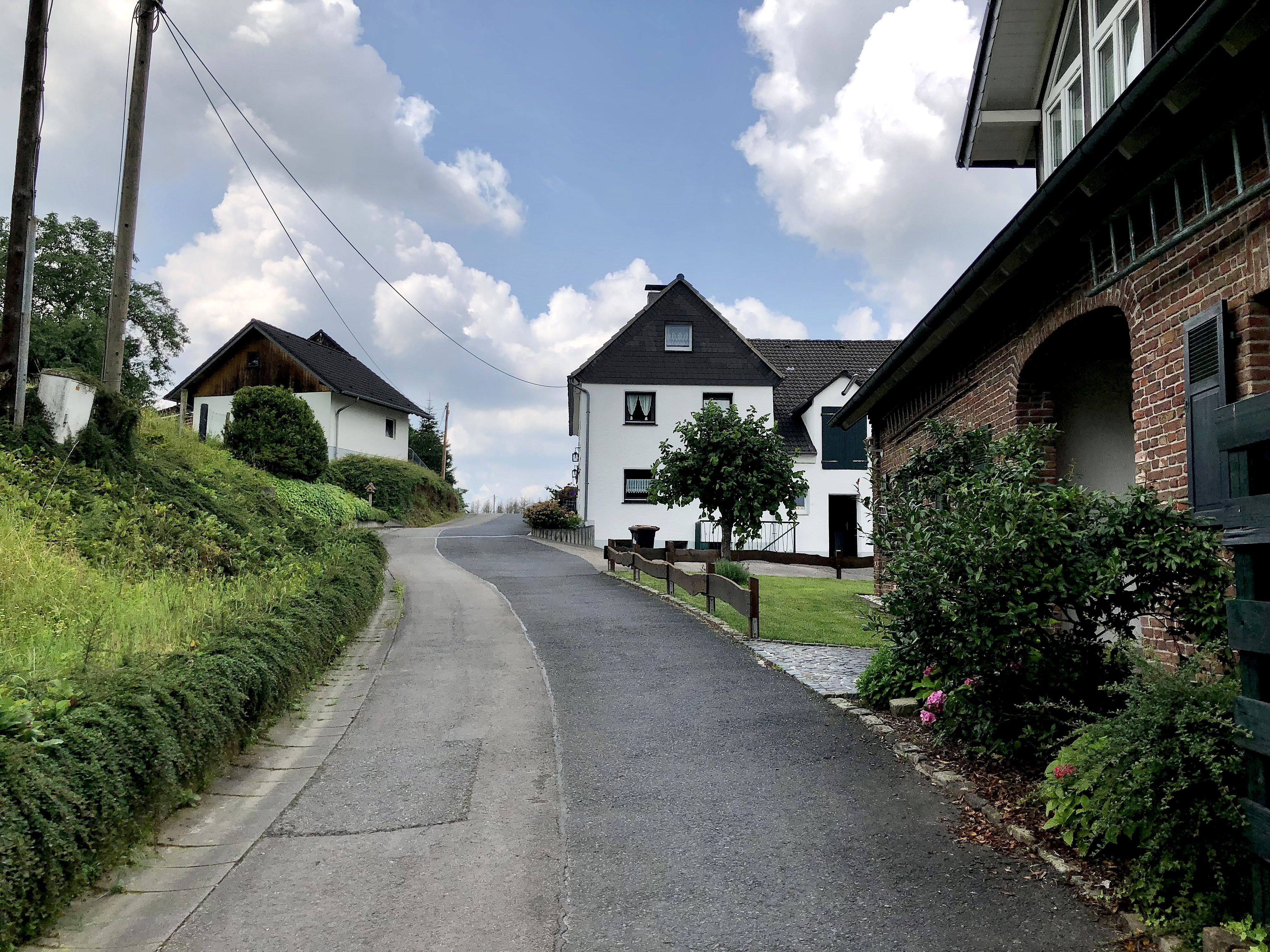
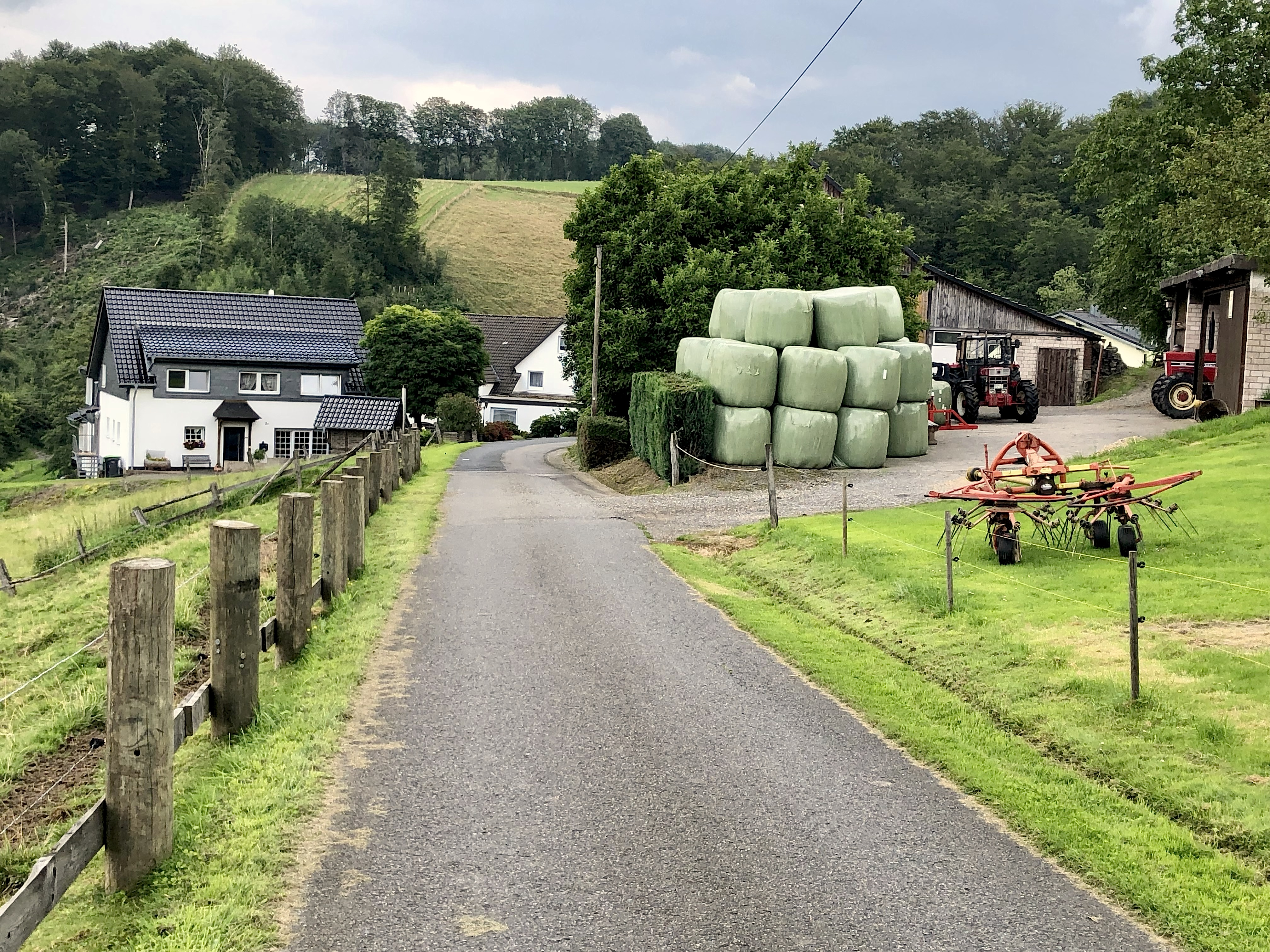